# Эспиноза, Виктор Хьюго
Виктор Хьюго Эспиноза (англ. Victor Hugo Espinoza; 15 июля 1929 — 17 апреля 1986) — сержант армии США, ветеран Корейской войны, удостоился высшей американской награды в ходе битвы за высоту 266 получившую название Олд Балди (Старый плешивец).

## Биография

Сын Эспинозы Тиранн принимает медаль Почёта от лица отца на церемонии в Белом доме, 18 марта 2014 года.

Родился 15 июля 1929 года в Эль-Пасо, штат Техас. По происхождению из мексиканских американцев. В раннем детстве стал сиротой, но был принят приёмной семьёй и оставался в ней до вступления в ряды армии.
За свои действия на Корейской войне 1 августа 1952 года у Чорвона, Корея был посмертно награждён в 2014 году медалью Почёта.
Отряд Эспинозы шёл на острие атаки на высоту 266 и был прижат плотным огнём противника с укреплённых позиций. Эспиноза в одиночку подавил пулемёт, и уничтожил его расчёт, обнаружил и уничтожил скрытый вражеский туннель и зачистил два бункера. Своими действиями он вдохновил бойцов своего отряда, им удалось захватить опорный пункт, несмотря на большие трудности.
После отставки Эспиноза вернулся в родной город Эль-Пасо, где и проживал до самой смерти 17 апреля 1986 года. Похоронен на национальном кладбище Форт-Блисс.
Согласно закону о разрешении обороны (Defense Authorization Act) прошёл пересмотр действий ветеранов Второй мировой, Корейской и Вьетнамской войн еврейского и испанского происхождения, чтобы разобраться не было ли случаев предубеждения при решении о представлении из к медали Почёта.
Сын Эспинозы Тиронн получил медаль от имени отца на церемонии в Белом доме 18 марта 2014 года.

## Наградная запись к медали Почёта
Президент Соединённых штатов Америки уполномоченный актом Конгресса от 9 июля 1918 года (дополненный актом от 25 июля 1963 года) с гордостью вручает медаль Почёта (посмертно)
ВИКТОРУ Х.ЭСПИНОЗЕ
Армия Соединённых штатов
За выдающуюся храбрость и отвагу, проявленные с риском для жизни при выполнении и перевыполнении долга службы.:
Капрал Виктор Х. Эспиноза отличился благодаря акту храбрости и отваги выполнении и перевыполнении долга службы в ходе службы стрелком роты А 23-го пехотного полка 2-й пехотной дивизии во время боевых операций против вооружённого противника у Чорвона, Корея 1 августа 1952 года. В это день капрал Эспиноза и его отряд отвечали за захват и удержание жизненно важной вражеской высоты. Когда подразделение подошло к цели оно стало целью опустошительного вражеского огня, что замедлило его продвижение. Капрал Эспиноза без колебаний, полностью осведомлённый об опасности которой подвергался оставил сравнительно безопасное место и вооружённый винтовкой и гранатами в одиночку атаковал противника, уничтожив пулемёт и его расчёт. Капрал Эспиноза продолжил движение через простреливаемую местность до выгодной позиции, откуда он обстрелял и забросал гранатами вражескую миномётную позицию, выведя её из строя, уничтожил два бункера вместе с их обитателями. Достигнув гребня и исчерпав патроны для винтовки, он потребовал еще гранат. Товарищ, находившийся позади него, перебросил ему несколько китайских гранат. Эспиноза ловил их, выдёргивал чеки и швырял их в занятые врагом траншеи, убивая и раня противника его же оружием. Продвигаясь через туннель, капрал Эспиноза с предпринял дерзкую атаку, уничтожив ещё семерых солдат противника, которые поспешно отступали в туннель. Капрал Эспиноза быстро бросился в погоню, но вражеский огонь из отверстия помешал ему догнать отступающего врага. Эспиноза подорвал туннель взрывчаткой TNT, затребовал ещё гранат из роты и бросал их в противника пока он не убрался из пределов досягаемости. Капрал Эспиноза продемонстрировал невероятную храбрость, благодаря которой захватил жизненно важный укреплённый пункт и нанёс тяжёлые потери врагу, поддержал высочайшие традиции военной службы и принёс великую славу для себя, своей части и армии Соединённых штатов.
Оригинальный текст (англ.)
The President of the United States of America, authorized by Act of Congress, July 9, 1918 (amended by act of July 25, 1963), takes pride in presenting the Medal of Honor (posthumously) to:
VICTOR H. ESPINOZA
United States Army
For conspicuous gallantry and intrepidity at the risk of his life above and beyond the call of duty:
Corporal Victor H. Espinoza distinguished himself by acts of gallantry and intrepidity above and beyond the call of duty while serving as an Acting Rifleman in Company A, 23d Infantry Regiment, 2d Infantry Division during combat operations against an armed enemy in Chorwon, Korea on August 1, 1952. On that day, Corporal Espinoza and his unit were responsible for securing and holding a vital enemy hill. As the friendly unit neared its objective, it was subjected to a devastating volume of enemy fire, slowing its progress. Corporal Espinoza, unhesitatingly and being fully aware of the hazards involved, left his place of comparative safety and made a deliberate one man assault on the enemy with his rifle and grenades, destroying a machinegun and killing its crew. Corporal Espinoza continued across the fire-swept terrain to an exposed vantage point where he attacked an enemy mortar position and two bunkers with grenades and rifle fire, knocking out the enemy mortar position and destroying both bunkers and killing their occupants. Upon reaching the crest, and after running out of rifle ammunition, he called for more grenades. A comrade who was behind him threw some Chinese grenades to him. Immediately upon catching them, he pulled the pins and hurled them into the occupied trenches, killing and wounding more of the enemy with their own weapons. Continuing on through a tunnel, Corporal Espinoza made a daring charge, inflicting at least seven more casualties upon the enemy who were fast retreating into the tunnel. Corporal Espinoza was quickly in pursuit, but the hostile fire from the opening prevented him from overtaking the retreating enemy. As a result, Corporal Espinoza destroyed the tunnel with TNT, called for more grenades from his company, and hurled them at the enemy troops until they were out of reach. Corporal Espinoza's incredible display of valor secured the vital strong point and took a heavy toll on the enemy, resulting in at least fourteen dead and eleven wounded. Corporal Espinoza's extraordinary heroism and selflessness above and beyond the call of duty are in keeping with the highest traditions of military service and reflect great credit upon himself, his unit and the United States Army.

## Награды и знаки отличия
Кроме медали Почёта Эспиноза удостоился следующих наград:
|                                                        |  |  |
| A light blue ribbon with five white five pointed stars |  |  |
| Бронзовая звезда за службу                             |  |  |

| Badge   | Значок боевого пехотинца                               | Значок боевого пехотинца                               | Значок боевого пехотинца                               | Значок боевого пехотинца                               | Значок боевого пехотинца       | Значок боевого пехотинца       | Значок боевого пехотинца                | Значок боевого пехотинца                | Значок боевого пехотинца                | Значок боевого пехотинца                | Значок боевого пехотинца                | Значок боевого пехотинца                |
| 1st Row | Медаль Почёта                                          | Медаль Почёта                                          | Медаль Почёта                                          | Медаль Почёта                                          | Медаль Почёта                  | Медаль Почёта                  | Медаль «За службу национальной обороне» | Медаль «За службу национальной обороне» | Медаль «За службу национальной обороне» | Медаль «За службу национальной обороне» | Медаль «За службу национальной обороне» | Медаль «За службу национальной обороне» |
| 2nd Row | Медаль «За службу в Корее» с одной звездой за кампанию | Медаль «За службу в Корее» с одной звездой за кампанию | Медаль «За службу в Корее» с одной звездой за кампанию | Медаль «За службу в Корее» с одной звездой за кампанию | Медаль «За службу ООН в Корее» | Медаль «За службу ООН в Корее» | Медаль «За службу ООН в Корее»          | Медаль «За службу ООН в Корее»          | Медаль «За службу на Корейской войне»   | Медаль «За службу на Корейской войне»   | Медаль «За службу на Корейской войне»   | Медаль «За службу на Корейской войне»   |